# Tom Fitzgerald
Thomas James "Tom" Fitzgerald, född 28 augusti 1968, är en amerikansk före detta professionell ishockeyspelare och aktiv befattningshavare som är general manager för den amerikanska ishockeyorganisationen New Jersey Devils i National Hockey League (NHL) sedan 13 januari 2020.
Han tillbringade 17 säsonger i den nordamerikanska ishockeyligan NHL, där han spelade för ishockeyorganisationerna New York Islanders, Florida Panthers, Colorado Avalanche, Nashville Predators, Chicago Blackhawks, Toronto Maple Leafs och Boston Bruins. Fitzgerald lyckades producera 329 poäng (139 mål och 190 assists) samt 776 utvisningsminuter på 1 097 grundspelsmatcher. Han spelade även för Springfield Indians och Capital District Islanders i AHL och Providence Friars i NCAA.
Fitzgerald draftades i första rundan i 1986 års draft av New York Islanders som 17:e spelare totalt.
Efter spelarkarriären jobbade han som expertkommentator för Outdoor Life Network (Nu NBCSN) och New England Sports Network (NESN). Den 17 juli 2007 blev han anställd hos Pittsburgh Penguins som chef för spelarutvecklingen inom ishockeyorganisationen. Den 3 juli 2009 valde Penguins dåvarande general manager Ray Shero att befordra Fitzgerald till att bli hans assistent.. Den 16 maj 2014 ville ägargruppen för Penguins göra en totalrenovering av sin ishockeyorganisation och valde sparka general managern Ray Shero. Den 6 juni samma år meddelade Penguins att man hade anställt Jim Rutherford som ny general manager, i den nya organisationen beslutade Rutherford att befordra Fitzgerald till att bli assisterande general manager, som kommer delas med Bill Guerin. Den dåvarande assisterande general managern Jason Botterill blev befordrad till associate general manager, en typ delad general manager-roll med Rutherford. Den 24 juli 2015 meddelade New Jersey Devils att man hade utsett Fitzgerald som ny assisterande general manager.
Fitzgerald är kusin med ishockeyspelarna Jimmy Hayes, Kevin Hayes och Keith Tkachuk. Han är också syssling till Brady Tkachuk och Matthew Tkachuk.

## Statistik
| 1984–1985   | Austin Prep                | USHS        | 18   | 20  | 21  | 41  | —   | —  | — | —  | —  | —  |
| 1985–1986   | Austin Prep                | USHS        | 24   | 35  | 38  | 73  | —   | —  | — | —  | —  | —  |
| 1986–1987   | Providence Friars          | NCAA        | 27   | 8   | 14  | 22  | 22  | —  | — | —  | —  | —  |
| 1987–1988   | Providence Friars          | NCAA        | 36   | 19  | 15  | 34  | 50  | —  | — | —  | —  | —  |
| 1988–1989   | New York Islanders         | NHL         | 23   | 3   | 5   | 8   | 10  | —  | — | —  | —  | —  |
|             | Springfield Indians        | AHL         | 61   | 24  | 18  | 42  | 43  | —  | — | —  | —  | —  |
| 1989–1990   | New York Islanders         | NHL         | 19   | 2   | 5   | 7   | 4   | 4  | 1 | 0  | 1  | 4  |
|             | Springfield Indians        | AHL         | 53   | 30  | 23  | 53  | 32  | 14 | 2 | 9  | 11 | 13 |
| 1990–1991   | New York Islanders         | NHL         | 41   | 5   | 5   | 10  | 24  | —  | — | —  | —  | —  |
|             | Capital District Islanders | AHL         | 27   | 7   | 7   | 14  | 50  | —  | — | —  | —  | —  |
| 1991–1992   | New York Islanders         | NHL         | 45   | 6   | 11  | 17  | 28  | —  | — | —  | —  | —  |
|             | Capital District Islanders | AHL         | 4    | 1   | 1   | 2   | 4   | —  | — | —  | —  | —  |
| 1992–1993   | New York Islanders         | NHL         | 77   | 9   | 18  | 27  | 34  | 18 | 2 | 5  | 7  | 18 |
| 1993–1994   | Florida Panthers           | NHL         | 83   | 18  | 14  | 32  | 54  | —  | — | —  | —  | —  |
| 1994–1995   | Florida Panthers           | NHL         | 48   | 3   | 13  | 16  | 31  | —  | — | —  | —  | —  |
| 1995–1996   | Florida Panthers           | NHL         | 82   | 13  | 21  | 34  | 75  | 22 | 4 | 4  | 8  | 34 |
| 1996–1997   | Florida Panthers           | NHL         | 71   | 10  | 14  | 24  | 64  | 5  | 0 | 1  | 1  | 0  |
| 1997–1998   | Florida Panthers           | NHL         | 69   | 10  | 5   | 15  | 57  | —  | — | —  | —  | —  |
|             | Colorado Avalanche         | NHL         | 11   | 2   | 1   | 3   | 22  | 7  | 0 | 1  | 1  | 20 |
| 1998–1999   | Nashville Predators        | NHL         | 80   | 13  | 19  | 32  | 48  | —  | — | —  | —  | —  |
| 1999–2000   | Nashville Predators        | NHL         | 82   | 13  | 9   | 22  | 66  | —  | — | —  | —  | —  |
| 2000–2001   | Nashville Predators        | NHL         | 82   | 9   | 9   | 18  | 71  | —  | — | —  | —  | —  |
| 2001–2002   | Nashville Predators        | NHL         | 63   | 7   | 9   | 16  | 33  | —  | — | —  | —  | —  |
|             | Chicago Blackhawks         | NHL         | 15   | 1   | 3   | 4   | 6   | 5  | 0 | 0  | 0  | 4  |
| 2002–2003   | Toronto Maple Leafs        | NHL         | 66   | 4   | 13  | 17  | 57  | 7  | 0 | 1  | 1  | 4  |
| 2003–2004   | Toronto Maple Leafs        | NHL         | 69   | 7   | 10  | 17  | 52  | 10 | 0 | 0  | 0  | 6  |
| 2005–2006   | Boston Bruins              | NHL         | 71   | 4   | 6   | 10  | 40  | —  | — | —  | —  | —  |
| NHL totalt  | NHL totalt                 | NHL totalt  | 1097 | 139 | 190 | 329 | 776 | 78 | 7 | 12 | 19 | 90 |
| AHL totalt  | AHL totalt                 | AHL totalt  | 145  | 62  | 49  | 111 | 129 | 14 | 2 | 9  | 11 | 13 |
| NCAA totalt | NCAA totalt                | NCAA totalt | 63   | 27  | 29  | 56  | 72  | —  | — | —  | —  | —  |